# Heilig-Geist-Basilika (La Grita)

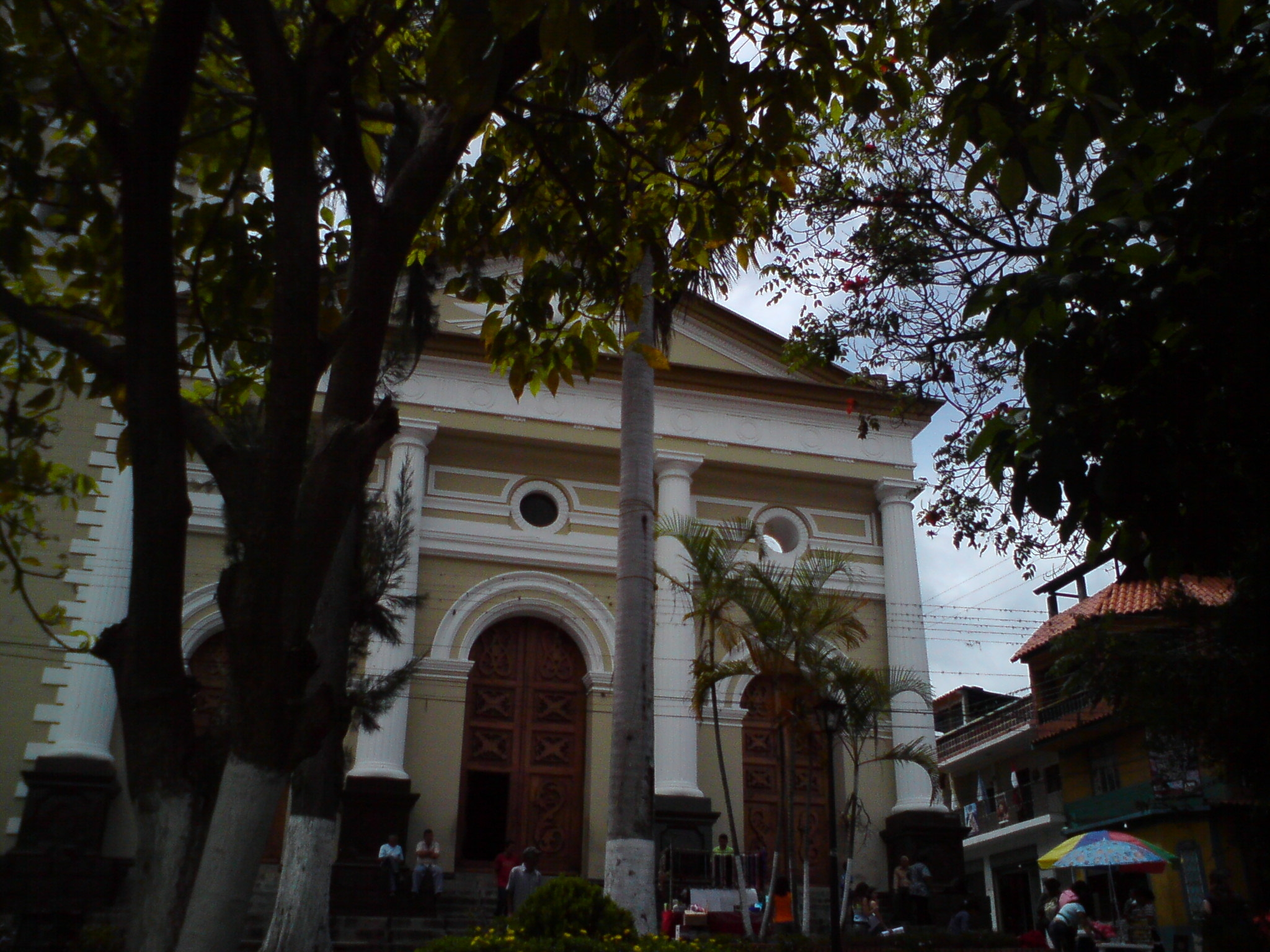
Fassade der Basilika

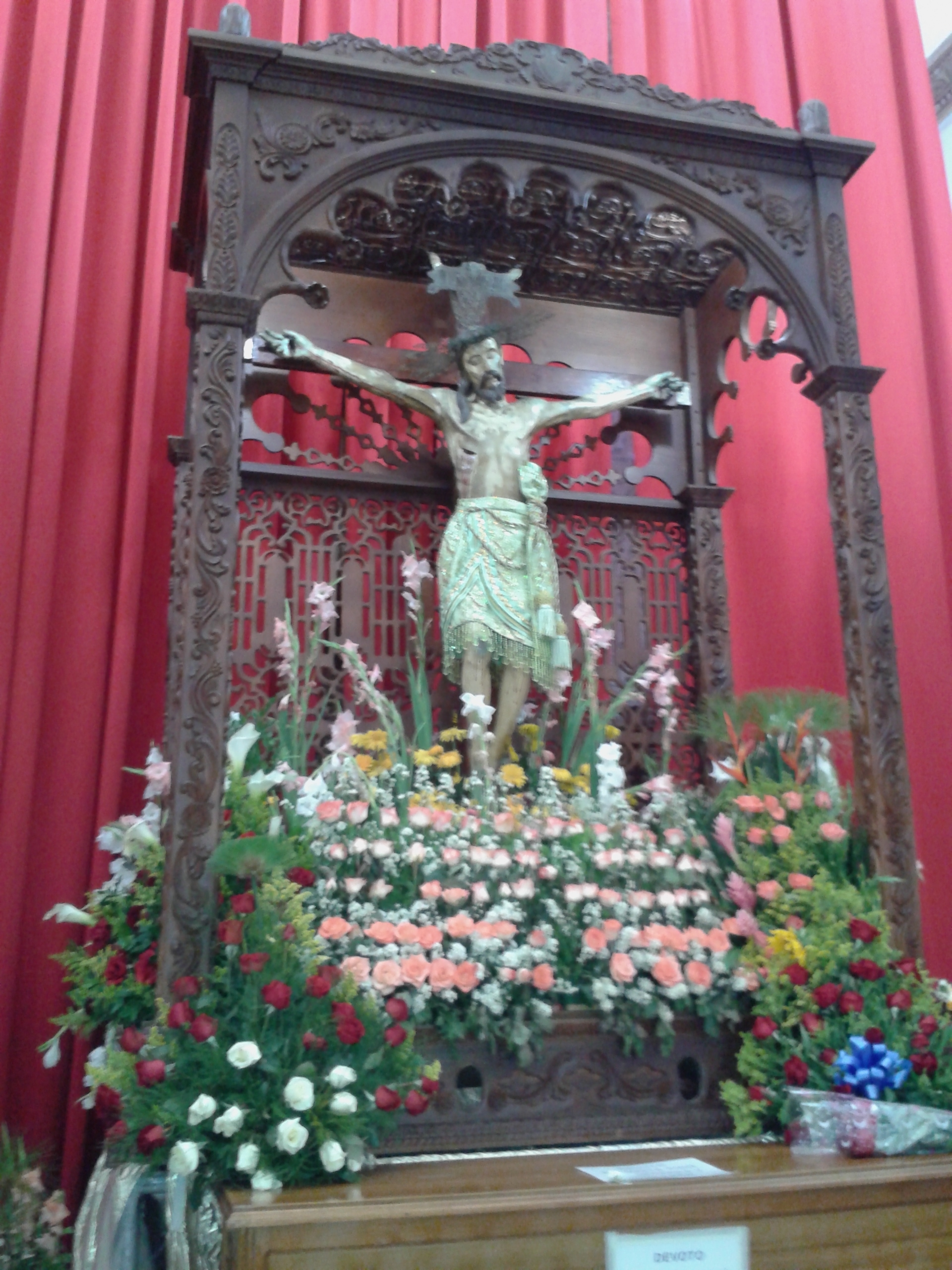
Kruzifix

Die Heilig-Geist-Basilika (spanisch Basílica del Espíratu Santo) ist eine römisch-katholische Wallfahrtskirche im Andenort La Grita im venezolanischen Bundesstaat Táchira. Die Kirche des Bistums San Cristóbal de Venezuela wurde 1911 fertiggestellt und trägt den Titel einer Basilica minor. In ihr wird das Bild des Christus’ von La Grita verehrt.

## Geschichte
Die Kirche steht am zentralen Plaza Bolivar de La Grita und geht auf Vorgängerbauten ab etwa 1600 zurück. Die erste bedeutende Kirche wurde 1697 fertiggestellt. Nach dem Erdbeben von 1812 konnte nur eine einfache Kirche gebaut werden, die in den 1880er Jahren abgerissen wurde. Nach Baubeginn 1886 konnte die heutige Kirche 1911 eröffnet werden. Der Kirchturm und das Atrium folgten bis 1915. Die Kirchturmuhr wurde durch José María García 1937 gestiftet. Im Jahr 1959 fand eine umfassende Restaurierung und Aufwertung der Kirche statt. Die Kirche wurde 1960 zum nationalen historischen Erbe erklärt. Die Kirchweihe durch Bischof Alejandro Fernández Feo-Tinoco erfolgte 1963. Papst Paul VI. erhob die Kirche 1976 in den Rang einer Basilica minor.

## Architektur
Die klassizistische Fassade besitzt drei Eingangstüren. Die Fassade erhielt durch Álvaro Fonseca und Jeremias González einen dreieckigen Giebel mit dem Symbol des Heiligen Geistes, getragen von vier runden Säulen. Links neben dem Eingang schließt sich der quadratische Glockenturm an, errichtet unter Acacio Cacón. Hinter dem Portal öffnet sich die dreischiffige Kirche auf einem rechteckigen Grundriss, unterteilt mit zwanzig Säulen. Auf der der linken Seite grenzt die Christuskapelle des Raúl Mendéz Moncada für das auf das 17. Jahrhundert datierte Christusbild an. In diesem halbrunden Anbau mit zehn dorischen Säulen hängt das Kruzifix unter einem Holzbaldachin. Über dem Altarbereich wurde eine marmorne Kuppel errichtet, der Altar wurde ebenfalls aus Marmor gefertigt. Das Bauwerk wurde mit Beton und Ziegelsteinen errichtet. Die Fenster sind mit Glasmalereien aus dem Jahr 1949 ausgestattet, die Türen sind mit Holzschnitzarbeiten versehen und der Boden ist mit Granit ausgelegt.